# Subprefectura de Campo Limpo
La subprefectura de Campo Limpo es una de las 32 subprefecturas de la ciudad de São Paulo, siendo regida por la Ley Nº 13,999 del 1 de agosto del 2002.
Está conformada por cuatro distritos: Campo Limpo, Capão Redondo y Vila Andrade que sumados representan un área de 36.7 kilómetros cuadrados y una población de 590 602 habitantes.